# Майкл Маршалл Сміт
Майкл Філіп Маршалл Сміт (англ. Michael Philip Marshall Smith), відомий під псевдонімом Майкл Маршалл (англ. Michael Marshall) — англійський письменник та сценарист.

## Біографія
Народився 3 травня 1965 року в Натсфорді, Чешир, Англія. В перші дитячі роки разом зі сім'єю переїхав до Ілінойса, а згодом й до Флориди. Перед тим як 1973 року повернутись до Англії, Майкл разом з родиною також жив у ПАР та Австралії. Вивчав філософію, соціологію та політологію в Королівському коледжі Кембріджа.
1991 року його дебютне оповідання «Чоловік, який малював котів» здобуло Британську премію фентезі у категорії «Найкраща коротка проза». 1994 року світ побачив його дебютний роман «Тільки вперед», який приніс авторові преміюАвгуста Дерлета (1995) та Меморіальну премія імені Філіпа К. Діка (2001). Сюжет книги обертається навколо головного персонажа на ім'я Старк та пошуків зниклої людини, яку, на його думку, викрали. Пошуки проходять в найдивніших районах міста. 1996 року вийшов другий роман «Запасні», який розповідає про те, як головний герой Джек тікає разом з клонами (фактично ті ж самі люди з почуттями), які використовувалися як запасні частини тіла для багатіїв. Кінокомпанія Стівена Спілгерга «DreamWorks» викупила права на екранізацію книги, однак адаптація так і не вийшла на широкі екрани. Коли вже закінчився термін прав на екранізацію, «DreamWorks» випустили стрічку «Острів», який мав деякі схожості з сюжетом книги «Запасні». Письменник, однак, вирішив не подавати на кінокомпанію до суду.
2001 року світ побачив роман «Солом'яні люди», який вийшов під скороченим ім'ям Майкл Маршалл. Така зміна відбулася через те, що того ж року вийшла однойменна книга Мартіна Дж. Сміта. Письменник вирішив видавати «нові» книги під скороченим ім'ям, а свої попередні твори у жанрі жахів та наукової фантастики під повним — Майкл Маршалл Сміт. 2014 року вийшов телесеріал «Непрохані», створений на основі однойменного роману письменника.

## Визнання
- 1991 — лауреат Британської премія фентезі за оповідання «Чоловік, який малював котів» (англ. The Man Who Drew Cats);
- 1991 — лауреат Британської премія фентезі за оповідання «Ікар» (англ. Icarus);
- 1992 — лауреат Британської премія фентезі за оповідання «Темна земля» (англ. The Dark Land);
- 1995 — лауреат премії Августа Дерлета за роман «Лише вперед» (англ. Only Forward);
- 1996 — лауреат Британської премія фентезі за оповідання «Більше завтра» (англ. More Tomorrow);
- 2000 — лауреат французької премії «Озон» за повість «Отримувати — краще» (англ. To Receive Is Better);
- 2001 — лауреат Меморіальної премії імені Філіпа К. Діка за роман «Тільки вперед» (англ. Only Forward);
- 2004 — лауреат Міжнародної премії Гільдії жахів за збірку «Більше завтра та інші історії» (англ. More Tomorrow & Other Stories);
- 2010 — лауреат Британської премія фентезі за оповідання «Що стається, коли ти прокидаєшся вночі» (англ. What Happens When You Wake Up in the Night).[4]

## Переклади українською
- Майкл Маршалл. Непрохані. — К. : КМ-Букс, 2016. — 384 с. — ISBN 978-966-97554-0-7.
- Майкл Маршалл. Непрохані. — К. : КМ-Букс, 2017. — 416 с. — ISBN 978-617-7535-04-0.

### Романи
- Only Forward — «Тільки вперед»[en];
- Spares (1996) — «Запасні»;
- One of Us (1998) — «Один із нас»[en];
- The Servants (2007) — «Слуги»[en];
- The Straw Men (2001) — «Солом'яні люди»[en];
- The Lonely Dead; The Upright Man (2004) — «Самотній мертвий» або «Чесна людина»;
- Blood of Angels (2005) — «Кров ангелів»;
- The Intruders (2007) — «Непрохані»;
- Bad Things (2009) — «Погані речі»;
- Killer Move (2011) — «Хід вбивці»;
- We Are Here (2013) — «Ми — тут»;
- Hannah Green and Her Unfeasibly Mundane Existence (2017) — «Ханна Грін та її ненормально повсякденне існування».

### Збірки
- When God Lived in Kentish Town (1998) — «Коли боги жили у містечку Кентіш»;
- What You Make It (1999) — «Таке, яким ти це робиш»[en];
- Cat Stories (2001) — «Котячі історії»;
- More Tomorrow & Other Stories (2003) — «Більше завтра та інші історії»[en];
- This is Now (2007) — «В теперішній час»;
- Everything You Need (2013) — «Все, що тобі потрібно».